# Euchrysops anubis
Euchrysops anubis är en fjärilsart som beskrevs av Pieter Cornelius Tobias Snellen 1872. Euchrysops anubis ingår i släktet Euchrysops och familjen juvelvingar. Inga underarter finns listade i Catalogue of Life.